# Manuel Silvestre de Edeta

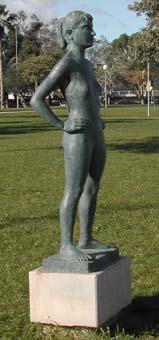
"Muchacha en jarras" (en català: Dona amb els braços en ansa), obra de l'autor situada a la Univeritat Politècnica de València.

Manuel Silvestre Montesinos, més conegut pel nom artístic de Manuel Silvestre de Edeta (Llíria (València), 31 d'agost de 1909 - València, 17 de juliol de 2014) fou un escultor i dibuixant valencià. Aprengué l'ofici en un taller de marbres familiar i fou un dibuixant impressionista i del primer cubista. Va fer el monument homenatge a la música de la plaça Major de Llíria, l'efígie de la Marquesa de Llanera a Xirivella i la Font del Túria, a la plaça de la Mare de Déu de València, inaugurada el 1976. Era acadèmic d'Escultura de la Reial Acadèmia de Belles Arts de Sant Carles de València.